# 264 г. пр.н.е.
264 (двеста шестдесет и четвърта) година преди новата ера (пр.н.е.) е година от доюлианския (Помпилийски) римски календар.

## Събития

### В Римската република
- Консули са Апий Клавдий Кавдекс и Марк Фулвий Флак.
- Основана е латинска колония във Фирмум.[1]
- Тиранът на Сиракуза Хиерон II атакува мамертините, но е принуден да се оттегли, след като картагенски флот акостира край Месина и поставя картагенски гарнизон в града. Мамертините сe обръщат към Рим за помощ срещу Картаген, на което Сенатът решава да отговори положително. Консулът Клавдий Кавдекс е изпратен да окаже обещаната помощ с два легиона.[1]
- Започва Първата пуническа война:
  - Мамертините прогонват картагенския гарнизон от Месина със или без пряка римска намеса.[1]
  - Картаген и Хиерон сключват съюз и блокират Месина, но след като са победени на два пъти от римляните на Клавдий са принудени да отстъпят.[1]
  - Клавдий настъпва към Сиракуза.[1]

### В Гърция
- Абентид става тиран на гръцкия град Сикион след като убива Клиний чийто седемгодишен син Арат е спасен и изпратен в Аргос, където може да расте в безопасност.[2]
- Диогнет е архонт на град Атина.[3]

### В Мала Азия
- Основан е град Никомедия във Витиния.[3]